# No I.D.

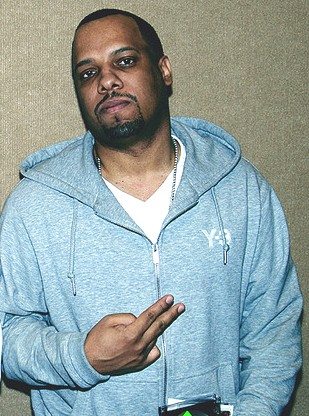

No I.D., wirklicher Name Ernest Dion Wilson, geboren am 28. Juni 1971 in Chicago, Illinois, ist ein US-amerikanischer Hip-Hop-Produzent.

## Biografie
Ernest Wilson stammt aus Chicago, wo die Musikrichtung House entstand. Dementsprechend begann er ebenfalls in diesem Genre zu musizieren. Allerdings schwenkte er bald, beeinflusst von Künstlern wie N.W.A, Run-D.M.C., den Geto Boys und LL Cool J, auf Hip-Hop um und begann zu rappen. In der Schule lernte er außerdem Common kennen, mit dem er bald zusammen arbeitete.
Wilson war dabei auf dessen ersten drei Alben, Can I Borrow a Dollar?, Resurrection und One Day It’ll All Make Sense, hauptsächlich als Produzent tätig. Unter anderem war er verantwortlich für die musikalische Untermalung des Lieds I Used to Love H.E.R., auf dem Common vordergründig eine Liebesbeziehung beschrieb, aber in doppelter Bedeutung auch die Entwicklung des Hip-Hop von dessen Ursprüngen hin zum Gangsta-Rap nachzeichnete. Das Stück, auf dem Wilson George Bensons The Changing World samplete und es damit sehr Jazz-lastig gestaltete, gilt als herausragender Song von Resurrection.
Mit One Day It’ll All Make Sense von 1997 endete vorerst die gemeinsame Laufbahn von Common und Wilson, der mittlerweile unter dem Künstlernamen No I.D. auftrat, der einerseits ein Palindrom seines Mittelnamens Dion ist und andererseits die wörtliche Bedeutung „keine Identität“ hat. Unter diesem Alias veröffentlichte er ein eigenes Album, Accept Your Own & Be Yourself (The Black Album). Es blieb allerdings weitgehend erfolglos und konnte sich lediglich auf Platz 94 der genrespezifischen Charts „Top R&B/Hip-Hop Albums“ des Billboard-Magazins positionieren. No I.D.s lyrische Fähigkeiten als Rapper wurden dabei deutlich schwächer bewertet als seine weichen, jazzigen Produktionen.
Anschließend wurde der junge Kanye West bei No I.D. vorstellig und lernte kurze Zeit von ihm. West erwähnte ihn später im hauptsächlich Jay-Z gewidmeten Lied Big Brother als frühen Mentor. Nachdem West bald darauf eine größere Bekanntheit als No I.D. erlangt hatte, holte er ihn zu seinem Label GOOD Music. No I.D. war daher ab 2003 regelmäßig als Produzent auf Alben bekannter Rap-Musiker vertreten. Seine Diskografie umfasst dabei Werke von beispielsweise DMX, G Unit, Method Man, Ghostface Killah, Bow Wow, Jay-Z, Drake und Rick Ross. Seltener arbeitete er auch im Contemporary-R&B-Bereich, so zum Beispiel für Jamie Foxx, Johntá Austin, John Legend und Janet Jackson. Für seinen Beitrag zu Run This Town wurde er bei der 52. Verleihung der Grammy Awards mit dem Award for Best Rap Song ausgezeichnet.
2011 verließ No I.D. GOOD Music und wurde A&R-Vizepräsident von Def Jam Recordings. Im Zuge dessen gründete er sein eigenes Label ARTium Recordings als Imprint von Def Jam und damit auch von der Universal Music Group. Im selben Jahr tat er sich darüber hinaus wieder mit Common zusammen und produzierte dessen komplettes Album The Dreamer / The Believer. Neben seiner fortgesetzten Produzententätigkeit für verschiedene Künstler war er außerdem 2013 in seiner neuen Position als A&R-Manager für Jhené Aikos EP Sail Out und Big Seans Langspieler Hall of Fame zuständig.
2017 produzierte er Jay Zs Album 4:44 komplett.
2020 produzierte er Logic´s Album No Pressure.

## Diskografie
Album
- 1997: Accept Your Own & Be Yourself (The Black Album)